# Carrazeda de Ansiães
Carrazeda de Ansiães – miejscowość w Portugalii, leżąca w dystrykcie Bragança, w regionie Północ w podregionie Douro. Miejscowość jest siedzibą gminy o tej samej nazwie.

## Demografia
| Liczba ludności gminy Carrazeda de Ansiães (1801–2011) | Liczba ludności gminy Carrazeda de Ansiães (1801–2011) | Liczba ludności gminy Carrazeda de Ansiães (1801–2011) | Liczba ludności gminy Carrazeda de Ansiães (1801–2011) | Liczba ludności gminy Carrazeda de Ansiães (1801–2011) | Liczba ludności gminy Carrazeda de Ansiães (1801–2011) | Liczba ludności gminy Carrazeda de Ansiães (1801–2011) | Liczba ludności gminy Carrazeda de Ansiães (1801–2011) | Liczba ludności gminy Carrazeda de Ansiães (1801–2011) | Liczba ludności gminy Carrazeda de Ansiães (1801–2011) |
| ------------------------------------------------------ | ------------------------------------------------------ | ------------------------------------------------------ | ------------------------------------------------------ | ------------------------------------------------------ | ------------------------------------------------------ | ------------------------------------------------------ | ------------------------------------------------------ | ------------------------------------------------------ | ------------------------------------------------------ |
| 1801                                                   | 1849                                                   | 1900                                                   | 1930                                                   | 1960                                                   | 1981                                                   | 1991                                                   | 2001                                                   | 2004                                                   | 2011                                                   |
| 6 330                                                  | 7 706                                                  | 13 605                                                 | 13 559                                                 | 14 340                                                 | 11 420                                                 | 9 235                                                  | 7 642                                                  | 7 220                                                  | 6 373                                                  |

## Sołectwa
Sołectwa gminy Carrazeda de Ansiães (ludność wg stanu na 2011 r.):
- Amedo – 302 osoby
- Beira Grande – 144 osoby
- Belver – 322 osoby
- Carrazeda de Ansiães – 1701 osób
- Castanheiro – 427 osób
- Fonte Longa – 301 osób
- Lavandeira – 162 osoby
- Linhares – 421 osób
- Marzagão – 315 osób
- Mogo de Malta – 111 osób
- Parambos – 247 osób
- Pereiros – 235 osób
- Pinhal do Norte – 263 osoby
- Pombal – 324 osoby
- Ribalonga – 92 osoby
- Seixo de Ansiães – 290 osób
- Selores – 141 osób
- Vilarinho da Castanheira – 415 osób
- Zedes – 160 osób